# درون‌مایه‌های آثار بهرام بیضایی

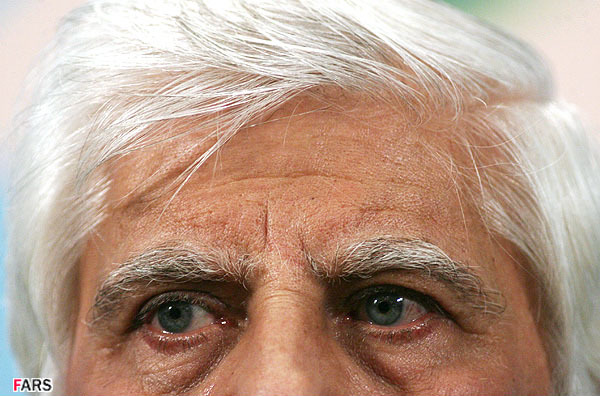
بیضایی در نشستِ خبریِ وقتی همه خوابیم در جشنوارهٔ فیلم فجر ۱۳۸۷. لغتِ «بیضایی‌وار» را بعضی فارسی‌زبانان برای وصفِ آنچه از شگردها و اندیشه‌های بیضایی تأثیر پذیرفته به کار برده‌اند.

موضوعات و مضامین و عناصرِ مایگانیِ آثارِ بهرام بیضایی (۱۳۱۷) موضوعِ پژوهش و سرچشمهٔ تأثیرِ فکری و فرهنگی بوده است. او خود استفادهٔ لغتِ «درونمایه» را به سخره گرفته است. دانشنامهٔ دانش‌گستر «دلبستگی‌های او در مجموعهٔ آثارش» را چنین برشمرده است: «مسئلهٔ هویتِ گم‌شده، بازیابیِ اسطوره‌ها، حضورِ اشباح، جاذبه‌های بصری، بازخوانیِ تاریخ، و گرفتاری‌های اجتماعی و روانیِ زن در همهٔ دوره‌های تاریخی.» عبدالعلی دست‌غیب نیز موضوعات و مضامینِ آثارِ بیضایی را به اجمال چنین برشمرده و وصف کرده که «بیضائی گاه رویدادهای تاریخی را بازسازی می‌کند . . . و گاه از روستا می‌گوید و زمانی از شهر، و در این زمینه‌ها گاه عواملی از عرفان، تاریخ، افسانه را به کمک می‌گیرد . . . .» پرداختِ این مایه‌ها در دوره‌های مختلفِ کارِ بیضایی دگرگونی‌هایی نیز پذیرفته است.

## افسانه‌های ناگفتهٔ تاریخِ نیندیشیده
. . . از گذشته و تاریخ جز احساس رقّت، نفرت، چیزی در من نیست و جز احترام عمیق برای همهٔ مردمِ از قلم‌افتاده از تاریخ، و اندیشمندان سرکوب‌شده، و همهٔ آن‌ها که − عامی و عالم − هنر و فرهنگ آفریدند. . . .

بیضایی، ۱۳۷۷
بسیاری از آثارِ بیضایی به فضاها و موضوعاتِ تاریخی (در مقابلِ «معاصر») و گاه افسانه‌ایشان نامورند. نمایشنامه‌هایش، به قولی، «سرشار از درونمایه‌های اساطیر ایرانی است.» خودش گفته «من راجع به گذشته و نقش گذشته در تکوین خودمان بحث می‌کنم. نه میگویم گذشته بد است و نه میگویم گذشته خوب است.» یا، به عبارتِ حمید امجد، «بیضایی نشان می‌دهد از تاریخ و اسطوره خلاصی نداریم.» ولی بوده‌اند کسانی هم که این گرایش را راهی برای فرار از سانسور شناخته‌اند؛ هرچند دیگرانی تداومش را گواهِ آن گرفته‌اند که «ریشه‌دارتر از این‌ها است.» بعضِ نویسندگان نیز نسبتِ فکرِ بیضایی با تاریخ را در تضاد با نگاهِ شیفته‌وار و نوستالژیکِ علی حاتمی به تاریخ فهم و چنین خلاصه کرده‌اند − و این خود برگرفته از تصریحِ خودِ بیضایی بوده − که بیضایی از تاریخ زخم و عقده به دل دارد و، نگرانِ امروز و اندیشناک از فردا، ناگزیر از بازاندیشیِ آن است. مریم موحّدیان مضامینِ نمایشنامه‌های بیضایی پیش از ۱۳۵۷ را چنین برشمرده است: «جایگزینی نسل نو، عشق و گذشت»، «نادانی»، «مبارزه برای حق»، «عدالت اجتماعی»، «فساد دولتی»، «خودشناسی»، «کشف حقیقت»، «جنگ»، «کینه‌توزی»، «میراث‌داری»، «خیانت»، «مرگ» و «میراث گذشته».

### بیگانگی و راندگی
«رفتار با ناشناخته‌ها و غریبه‌ها و تازه‌واردها و نامأنوس‌ها»، به قولِ خسرو دهقان، از «دل‌مشغولی‌ها و ذهن‌مشغولی‌های» بیضایی بوده است. در چندین فیلمِ بیضایی آرامشِ اجتماعی با سررسیدنِ یکی بیگانه آشفته می‌شود و این به دگرگونیِ اجتماع دامن می‌زند. ولی حکایتِ بیگانهٔ بیضایی به خوبی و خوشی به انجام نمی‌رسد و بیگانه، پس از آن که اندک اثری (اصلاحی؟) از خود به جا می‌گذارد (اگر نمی‌گذارد و ناکام می‌ماند)، طرد می‌شود: از هشتمین سفر سندباد (۱۳۴۳) که کشته می‌شود تا چهارراه (۱۳۸۸) که یکی مرگ را برمی‌گزیند و دیگری ماندن در وطن و جدایی از شوهر را. جلال آل احمد مایهٔ نمایشنامه‌های عروسکیِ بیضایی را «حقیر و خصوصی» وصف کرده و اشاره به مذهبِ خانوادگیِ بیضایی می‌کرد. به نظرِ محسن علوی‌پور «نزد بیضایی . . . «ما» تنها در تنیدگی با «غریبه» است که جوهره خویش را کشف می‌کند و می‌تواند برای بهبود و ارتقای وضعیت خویش تلاش کند.»

### عشق و والایِش
در اغلبِ آثارِ آغازینِ بیضایی یک رگهٔ قویِ عشقی پیداست، با قهرمانانِ مردِ جوان و عاشق و تنها و شکست‌خورنده و سرکوفته در جستجویی و تکاپویی اجتماعی یا روانی که سرانجامش مرگ است. جستجو و شکستِ قهرمان در این آثار کمتر کیشوتی و بیشتر تراژیک است. عروسک‌ها و پهلوان اکبر می‌میرد و هشتمین سفر سندباد و رگبار نمونه‌هایی از این گروهند. سرخوردگیِ اجتماعی امتیازِ معرفت‌شناختیِ قهرمانِ این آثار می‌شود و عقدهٔ محرومیت به صورتِ خواسته‌های اجتماعی دگرگونیِ عرفانی (مهایانه‌‌ای؟) می‌پذیرد؛ و این «والایشی» را «که اوج آرمانی را مد نظر دارد» فریندخت زاهدی ذیلِ تأثّراتِ غیرمستقیمِ بیضایی از کارِ هنریک ایبسن به اختصار توضیح داده است. شکستِ قهرمان نیز نه از ناتوانی، بلکه از بزرگیِ خیرخواهی است، و خود از پیروزی‌های حقیرِ مألوف نتیجهٔ بهتری می‌بخشد و نومیدانه نیست.
گذشته از داستانِ کوتاهِ «نقاش» (۱۳۳۷)، از سُلطان مار است که قهرمانِ زن در کارِ بیضایی پیدا می‌شود: سالِ ۱۳۴۴. و قهرمانِ مردِ عاشقِ ناکام از آثارِ بیضایی کم و بیش ناپدید می‌شود.

### شکست و شهادت
«بیضایی»، به قولِ حسین قره، «راوی آن بوده که چرا ما شکست‌خورده‌ایم و چگونه شکست‌خورده‌ایم و چه باید می‌کردیم و چه‌ها نکردیم.» «از دست رفتن و تاراج ذخایر و میراث فرهنگی ایران باستان» نیز از مایه‌هایی در همین خطّ و ربط در آثارِ بیضایی است. بازاَندیشیِ انگیزه‌ها و چگونگیِ شهادتِ قهرمان در نخستین کارهای وی بوده است: آرش از اوّلین و معروف‌ترین نمونه‌هاست. او خود دربارهٔ این مضمون در پهلوان اکبر می‌میرد (۱۳۴۲) گفته «اگر پهلوان را از نزدیک تجزیه و تحلیل کنیم، از او چیزی بیشتر از یک قربانی و شهید باقی نمیماند . . . .»

### نمایش
نمایشْ خود موضوعِ اندیشهٔ بیضایی در آثارِ نمایشی و غیرنمایشی بوده است. او نمایش را «آزمایشگاهِ طبایعِ بشری» دانسته و به حالِ اجتماع سودمند.

### تفسیرهای دیگر
فراوان پیش آمده که کارهای بیضایی تفسیر به رأی شده و کسانی به سودِ خود معنای اثری از بیضایی را به حدّی فروکاسته‌اند که بیضایی منکرش بوده است و درون‌مایه‌ای در آثارش شناخته‌اند که خود حقیر می‌شمرده. یکی از مکرّرترین معناهایی که به آثارِ بیضایی تحمیل شده یا آثارِ بیضایی بدان‌ها فروکاسته شده اعتراض به دولتِ حاکم با نمادهای دور از ذهن بوده است. مثلاً حتّی حمید نفیسی سال‌ها پس از نخستین نمایشِ رگبار در داستانِ فیلم ردِّ هراس از پلیسِ مخفی دید و غریبه و مه را نمادپردازیِ پوشیده‌گویانه از بهرِ انتقاد از نظامِ سیاسی و اجتماعی دانست.

## گونه‌های شخصیت‌ها
بسیاری از شخصیت‌های حاملِ درون‌مایه‌های آثارِ داستانیِ بیضایی «بین اسطوره، نماد اجتماعی یا تاریخی سیر می‌کنند».

### ضدّقهرمان
پروتاگونیستِ بعضی از برجسته‌ترین آثارِ بیضایی یکی ناچارِ مطرود است که با درستکاری اخلاقِ منحطِّ اجتماعِ فاسدی را − که می‌تواند سوداگرِ آوازهٔ پهلوانِ منجی‌ای که جز قربانی نیست باشد و مخدومِ بی‌عنایت − رسوا می‌کند. بازیابیِ این معنی در روایت‌هایی افسانه‌ای و تاریخی هم بخشِ چشمگیری از کارِ داستانیِ او بوده است. از این لحاظ، یعنی قربانی بودن، قهرمان‌های بیضایی ماننده به خودش شناخته شده‌اند.

### دیو و کودک و زن
چهرهٔ زن در فیلمهای بیضایی، انسانی است به غایت ملموس، زمینی، حس‌شدنی، شکوهمند و افسانه‌ای − زنی که می‌شناسیمش اما نمی‌توانیم جایگاهش را پیدا کنیم، چهرهٔ آشنایی است که خاطرهٔ از یاد برده‌ای را تداعی می‌کند. کسی که می‌شناسیم اما نامش را به خاطر نمی‌آوریم: زیرا او تصویری از همهٔ زنان است در هیأت یک زن.

شهلا لاهیجی، ۱۳۶۷
بیضایی، همچون بعضِ متفکّرانِ هم‌روزگارش در ایران و مملکت‌های همسایه‌اش، عطفِ توجّه به وضعِ زن اغلب در اجتماعِ دچارِ مشکلاتِ توسعه کرده است. او «کاراکتر زن را در مرکزیت داستان قرار داد»؛ ولی قهرمانانِ زنِ بیضایی، بر خلافِ قهرمانانِ زن در آثارِ بیشترِ همکارانش، وابسته به مرد و بی اختیار نیستند. به قولِ سوسن تسلیمی، «او زن کمال‌گرا را به تصویر می‌کشد که شرایط موجود زندگی‌اش را نمی‌پذیرد، پرسشگر است، به قضا و قدر تن نمی‌دهد، تصمیم‌گیرنده است، و دنباله‌روی سنت نیست.» به نظرِ حبیب کاوش بیضایی «ملال نهفته در انبوهی از آفرینه‌های مدرنیستی سینمای ایران را از دیدگاهی فمینستیک به تصویر می‌کشد»؛ ولی به نظرِ محمّد رضایی راد زنِ آثارِ بیضایی بیشترِ اوقات «مدرن» و در جستجوی «حقوق» نیست و «کمتر در ملتقای . . . جهان سنت و جهان جدید قرار می‌گیرد.» جستجوی شوهرِ گم‌شده از بن‌مایه‌های مکرّرِ داستان‌های زنانهٔ بیضایی است.

### عالِم
اندیشه و آزادی، و «نیکی» و قوّتِ قهرمانِ دانا در بعضی از محبوب‌ترین آثارِ بیضایی نمود دارد، مثلِ طومار شیخ شرزین (۱۳۶۵). گفته شده که «می‌توان بیضایی را روایتگر خواص و روشن‌فکران جامعه دانست»، هرچند بسیاری اوقات بیضایی با بسیارانی درگیر بوده که به «روشنی» ِ فکر نامور بوده‌اند.

### عامی
هرچند عوام در بسیاری از آثارِ بیضایی همچون نمایندهٔ انگیزه‌ها و خواسته‌ها و گرایش‌های موجّهی به تصویر کشیده نشده‌اند، بیضایی اغلب خود را طرفدارِ بخشِ «بهتر» ِ ایشان دانسته که «سزاوارِ بهترند». «مردم»، از نظرِ بیضایی، «اسطوره»ای است که باید «شکافته» شود و عوام حاملِ سنّتی هستند که بازاَندیشی می‌خواهد − در سخنرانیِ ۲۰ مهرِ ۱۳۵۶ این معنی را با استعارهٔ «شستشو» چنین گفت: «فکر می‌کنم اگر این شستشو می‌بایست در فضا اتّفاق بیفته یک مقدار هم باید در ما اتّفاق بیفته.» او عامّه را چنان که هست نمی‌پسندد، ولی کمابیش چنان که هست به تصویر می‌کشد، و زیانکاریِ «کانایان» ِ احیاناً متّحدش را برجسته می‌کند و با او می‌ستیزد و این را تربیتِ ایشان می‌داند. با این همه، خواسته‌اش برای عامّه منطبق بر آرمان‌ها و روش‌های گرایش‌های غالبِ زمانه‌اش، از چپ و راستِ مذهبی و غیرمذهبی، نمی‌شود.

### اعیان
ستایشِ واقفانی چون حسین آقا ملک و یاورِ فردوسی در دیباچه‌ی نوین شاهنامه (۱۳۶۵) نمایندهٔ پسندِ بیضایی است دربارهٔ چگونگیِ زیستِ سودمندِ توانگران. او در کارِ خود نیز هم از حمایتِ سرمایه‌دارانی بهره برده (مثلاً در ساختِ سگ‌کُشی) و هم از فروشِ آثارش به توده‌های مردم. اعیان در آثارِ بیضایی مختارند که فرهنگ‌پرور باشند یا نباشند، سودجو باشند یا بخشنده یا اهلِ سوء استفاده، منفعتِ خود را برتر شمارند یا منفعتِ دیگری را یا منفعتِ همگان را. ولی چگونگیِ ثروتمند شدن کمتر موضوعِ توجّهِ مستقیمِ بیضایی بوده است − مثلاً آنچنان که در پلّکانِ اکبر رادی.

### توضیحات
1. ↑  مثلاً: ارجمند، جمشید (۱۳۷۸). نقد فیلم: نمونه‌هایی از نقدهای دههٔ ۴۰ تا ۷۰. تهران: نشر فرزان. ص. ۶۴. شابک ۹۶۴-۶۱۳۸-۵۸-۶.
نیز: گلمکانی، هوشنگ (۱۳۹۳). از کوچهٔ سام: نقد فیلم‌های ایرانی و خارجی. تهران: نشر مرکز. ص. ۱۳۶. شابک ۹۷۸-۹۶۴-۲۱۳-۱۷۷-۸.
نیز: اکبری، علیرضا (آذر و دی ۱۳۹۲). «چه محکمه‌های روشنفکری که گذراندم: گفت‌وگو با بهرام بیضایی به مناسبت تولد ۷۵سالگی‌اش». اندیشه پویا (۱۲): ۱۲۲-۱۱۸.
2. ↑  سالیانی پیش از انتشارِ دانشنامهٔ دانش‌گستر عبّاس بهارلو (با نامِ مستعارِ «غلام حیدری») در کتاب سال سینمای ایران ۱۳۸۰ مجلّهٔ فیلم نوشته بود: «تعلق خاطر بیضایی در مجموعهٔ آثارش (نمایش‌نامه، فیلم و فیلم‌نامه) مسألهٔ هویت گم‌شده، بازیابی اسطوره‌ها، حضور اشباح، جاذبه‌های بصری، بازخوانی تاریخ و گرفتاری‌های اجتماعی و روانی زن در همهٔ دوره‌های تاریخی است.» (ص. ۱۱۲) همین مطلب در صد چهرهٔ سینمای ایران نیز آمده است. (ص. ۱۲۸)
3. ↑  مثلاً: عبداللهیان، حمید (۱۳۷۹). کارنامه نثر معاصر: داستان، نمایشنامه، نثر علمی، ترجمه. تهران: انتشارات پایا. ص. ۱۶۵. شابک ۹۶۴-۶۷۴۸-۱۹-۸.
4. ↑  مثلاً: طالبی‌نژاد، احمد (مرداد ۱۳۹۰). «بیهقی در سینما: علی حاتمی؛ کارگردانی که تاریخ را دوست داشت». مهرنامه (۱۴): ۲۴۵–۲۴۷.
5. ↑  مثلاً نمایش در ایران و حقیقت و مرد دانا و سیاوش‌خوانی
6. ↑  «. . . مُد شده بود می‌گفتند آن کارگری که در فیلم عینک زده و گاری دستی را می‌راند، نمادی است از ساواک . . . .» هرمز هدایت، ۱۳۹۹ (مصاحبه در وبسایتِ عصر اسلام با عنوانِ «بیضایی سیاسی نبود و نیست»)
7. ↑  فیلمِ گفتارِ ژاله آموزگار دربارهٔ آثارِ بیضایی، ۲۰۲۱ میلادی در یوتیوب
8. ↑  مثلاً نوال سعداوی و گایاتری چاکراورتی اسپیواک و مهرانگیز کار

### ارجاعات
1. ↑  حسینی و  وهابی دریاکناری، «بازنمود موضوع در آثار بیضایی»، ادب فارسی.
2. ↑  بیضایی و  وزل، «سیری پرجذبه در دنیای جادوئی یک فیلمساز . . .»، ۵.
3. ↑  رامین، فانی و  سادات، «بِیضایی، بهرام»، ۶۹۸.
4. ↑  دست‌غیب، «گرایشهای متضاد در ادبیات معاصر ایران»، ۹۷.
5. ↑  بیضایی، نورایی و  طالبی‌نژاد، «از گذشته و تاریخ جز احساس رقّت و نفرت چیزی در من نیست»، ۳۱.
6. ↑  حسینی، «مرگ یزدگرد»، ۱۲۰.
7. ↑  اسماعیل‌پور، «زیر آسمانه‌های نور»، ۳۳.
8. ↑  بیضائی و  افشار، «یشت واژه‌های دروغین پنهان نشویم»، ۷۳.
9. ↑  امجد، عقیقی و  −، «از تاریخ و اسطوره خلاصی نداریم»، ۱۱۱.
10. ↑  تواضعی، «مجلس زوال یزدگرد پسرِ یزدگرد»، ۳۸.
11. ↑  موحدیان، «نمایشنامه‌نویسان معاصر ایران»، ۱:‎ ۷۲۵−۷۳۲.
12. ↑  موحدیان، «نمایشنامه‌نویسان معاصر ایران»، ۲:‎ ۸۸۶−۸۹۱.
13. ↑  دهقان، «رگبار»، ۱:‎ ۴۹۵.
14. ↑  نفیسی و  قوکاسیان، «سینمای خیامی شهید ثالث»، ۱۱۹–۱۲۰.
15. ↑  راودراد، «جامعه‌شناسی سینما و سینمای ایران»، ۲۱۶.
16. ↑  تواضعی، «دست بردار از این در وطن خویش غریب»، ۱۱۲.
17. ↑  آل احمد، «کارنامهٔ دوماهه − ۲»، ۱۶.
18. ↑  علوی‌پور، «بهرام بیضایی و سیالیّت مفهوم ایران»، ۱۸۵.
19. ↑  https://www.filmnews.ir/سینمای-ایران/نگاهی-به-موضوع-عشق-در-آثار-بهرام-بیضا
20. ↑  یزدانفر، «نقد و بررسی کتاب/ «گلچینی از نمایشنامه‌های ایرانی»»، ۶۵۲.
21. ↑  زاهدی، «درام معاصر ایرانی و هنریک ایبسن: دریافت و تأثیر»، ۱۴۷.
22. ↑  طلاجوی و عبیدی در کنفرانس تابستان ۱۴۰۰
23. ↑  بهرام بیضایی راوی زنان، اسطوره و تاریخ، ۱۴۰۱
24. ↑  اسلامی و  فرهادپور، «پاریس–تهران»، ۱۸۷.
25. ↑  بیضائی و  وزل، «توقف در سینمای ناب . .»، ۸.
26. ↑  https://www.bbc.com/persian/arts/2009/10/091021_pm_fb_beizaei_sohrabkoshi
27. ↑  https://www.bbc.com/persian/arts/story/2008/01/080105_la-ek-beizaee
28. ↑  Naficy, A Social History of Iranian Cinema, 2:‎ 363.
29. ↑  Naficy، «Cinema as a Political Instrument»، 354.
30. ↑  مخصوصی، «درآمدی بر تاریخ نمایش»، ۳۴۲.
31. ↑  واعظ‌زاده، عباس. صبری، محمد. «تحلیل جامعه‌شناختی آثار بهرام بیضایی بر اساس نظریهٔ داغ ننگ اروینگ گافمن». پژوهش‌های بین‌رشته‌ای ادبی. ۱۴۰۳.
32. ↑  خالقی، «اسطوره‌های بلاگردان در نمایش‌های ایرانی با تاکیدی بر آثار بهرام بیضایی»، ۶۹.
33. ↑  بزرگیان، «بهرام، پسر ایران»، ۶۹.
34. ↑  لاهیجی، «سیمای زن در آثار بهرام بیضایی»، ۱۶.
35. ↑  مقصودلو، «افسون پرده‌ی نقره‌ای»، ۳۶۷.
36. ↑  دلشاد، «پیکار روایت»، ۱۷۹.
37. ↑  عشقی، «استبداد مردانه و جنسیت‌پرستی زنانه»، ۱۲۱.
38. ↑  مرور کارنامه سوسن تسلیمی در گفتگو با خودش / سپیده زرین پناه / وبسایتِ بی‌بی‌سی فارسی / ۱۳۸۶
39. ↑  کاوش، «فریب بزرگ»، ۱۷۸.
40. ↑  حسن‌زاده، «ایران، جهان آستانه‌ای، پرسش از اسطوره، قدرت و تابو»، ۲۰۴−۲۰۵.
41. ↑  تواضعی، «دست بردار از این در وطن خویش غریب»، ۱۱۲.
42. ↑  بیضایی و  قوکاسیان، «گفت‌وگو با بهرام بیضایی»، ۱۹۵.
43. ↑  بیضایی و  قوکاسیان، «گفت‌وگو با بهرام بیضایی»، ۵۴.
44. ↑  خسروپناه، «شب‌های نویسندگان و شاعران ایران»، ۱۰۶–۱۰۷.
45. ↑  بیضایی، «چنین گفت شهرزاد!»، ۳۹.